# Судник, Станислав Вацлавович
Станисла́в Ва́цлавович Су́дник (бел. Станіслаў Вацлававіч Суднік; род. 21 сентября 1954, Сейловичи, Минская область) — белорусский писатель, поэт, переводчик, журналист, краевед, стенограф, подполковник.

## Биография
В 1977 году окончил Минское высшее инженерное зенитное ракетное училище, в 1992 — Военную командную академию противовоздушной обороны имени Маршала Советского Союза Г. К. Жукова. Служил в зенитно-ракетных дивизионах на Урале, на полигоне ПВО в Казахстане (1983—1993). Принимал участие более чем в 300 боевых пусках ракет. Во всех местах службы выписывал на дом белорусские газеты, в семье разговаривали по-белорусски. Возглавлял в Приозёрске белорусское национальное движение. С 1990 года в Казахстане выпускал газету «Рокаш» («Воин»), открыл воскресную белорусскую школу. С 1992 года служил в Беларуси, командовал зенитно-ракетным дивизионом в Мостах и Росси. Уволен в запас в 1994 году, подполковник.
С 1994 года живёт в Лиде.
Занимается журналистской и общественной деятельностью. В 1997 восстановил в Лиде выпуск газеты Общества белорусского языка «Наша слова» (ранее выходила в Минске) и с тех пор является её главным редактором. Инициатор создания краеведческого журнала «Лидский летописец» (редактор), художественного журнала «Верасень» (2009); издаёт альманах «Ад лідзкіх муроў». Участвовал в создании на сайте музея «Фонд Анатоля Белого» специальной страницы, посвящённой Грюнвальдской битве.
Член Союза белорусских писателей с 2001, белорусской ассоциации журналистов.
Разработал национальную систему стенографии на основе русской системы Соколова, по которой создана и польская система стенографии; три года преподавал стенографию в Лидском колледже, за это время её изучили более 120 учащихся специальности «делопроизводство и архивное дело»; в 2009 году выпустил учебник белорусской стенографии.
В 2011 году разработал концепцию и проект закона «О защите и государственной поддержке белорусского языка», предлагавшего создать специальный государственный орган по поддержке белорусского языка.
В 2014 году получил судебное предупреждение за нарушение порядка организации и проведения на кладбище в пригороде Лиды мероприятий в память национальных героев Беларуси.
Член сейма ОО БНФ «Адраджэнне» («Возрождение»). Председатель Лидской районной организации Общества белорусского языка им. Ф.Скорины, возглавляет издательский дом общества. Член Партии БНФ, руководитель Лидской организации партии. В 2007 году инициировал создание оргкомитета Общества ведийской культуры.
Баллотировался в депутаты Палаты представителей Национального собрания Республики Беларусь:
- в 2008 году — по Лидскому избирательному округу № 54 (снял свою кандидатуру в связи с решением сойма Партии БНФ о снятии партийных кандидатов)[14];
- в 2016 году — по Лидскому избирательному округу № 55[11][15] (проиграл выборы А. Н. Наумовичу).

## Творчество
В 1992 году издал первый сборник стихов. Печатался в журналах «Пламя» и «Молодость».
Автор статей, словарей, поэтических сборников.
- Сліўкін В. В., Суднік С. В. Лёсам Лідчыны крануўся : 140 гадоў з дня нараджэння Каруся Каганца // Лідскі летапісец. ― 2008. ― № 1. ― С. 19―22.
- Суднік С. В. Агледзіны : 80 гадоў Алесю Стадубу // Лідскі летапісец. ― 2011. ― № 2. ― С. 51―56.
- Суднік С. В. Верхлідзе — больш за 425 гадоў // Лідскі летапісец. ― 2009. — № 1/2. — С. 17.
- Суднік С. В. Зорка Рычарда Грушы : 50 гадоў таленту // Лідскі летапісец. ― 2013. ― № 3. ― С. 12―16.
- Суднік С. В. Кароткі расейска-беларускі вайсковы слоўнік / Згуртаваньне беларус.вайскоўцаў, Задзіночаньне беларус. студэнтаў. — Менск : Незадеж.выд.кампанія «Тэхналогія», 1993. — 33 с.
- Суднік С. В. Лідскія баяры ў «Актах Віленскай камісіі…» (бел.) (пол.) // Лідскі летапісец. ― 2011. ― № 2. ― С. 18―30.
- Суднік С. В. Лідскія скрыжалі : [вершы]. — Ліда : [б. в.], 2008. — 91 с. — 299 экз. — УДК 821.161.3-1
- Суднік С. В. Літаратурны музей у Лідзе // Лідскі летапісец. ― 2010. ― № 3. ― С. 6―9.
- Суднік С. В. Літва : гістарычныя паэмы, балады, пераклады. — Ліда : [б. в.], 2011. — 214 с. — 250 экз. — УДК 821.161.3-1+821.16-1
- Суднік С. В. Мемарыялізацыя памяці паўстання 1863―64 гадоў на гістарычнай Лідчыне // Лідскі летапісец. ― 2013. ― № 4. ― С. 118―128.
- Суднік С. В. Мінералы з Чылі дастаўлены ў музей Ігната Дамейкі ў в. Крупава Лідскага раёна // Лідскі летапісец. ― 2013. ― № 4. ― С. 2―3.
- Суднік С. В. Мой Грунвальд : Вершы / [Мал. М.Рыжага[бел.] і інш.]. — Ліда, 1999. — 121 с. — 250 экз. — УДК 882.6-1
- Суднік С. В. «Наша слова» ў Лідзе ― 15 гадоў // Лідскі летапісец. ― 2012. ― № 4. ― С. 19―22.
- Суднік С. В. «Нашаму слову» ― 25 гадоў // Лідскі летапісец. ― 2015. ― № 1. ― С. 22―27.
- Суднік С. В. Пагоня за мову : Вершы, паэма. — Прыазерск : Рокаш, 1991. — 81 с. — 40 экз. — УДК 882.6-054.72-1
- Суднік С. В. Пасляслоўе // Санько В. А. Звіняць жаўрукі ў Чарнобыльскім небе : раман. — Смаленск : Наапрэс, 2013. — 612 с. — 50 экз. — ISBN 978-8003-0691-87
- Суднік С. В. Пра лёс Слабадской плябані ў г. Лідзе // Лідскі летапісец. ― 2015. ― № 4. ― С. 32―35.
- Суднік С. В. Расейска-беларускі вайсковы слоўнік : 8000 слоў і словазлучэнняў / Т-ва бел. мовы імя Ф.Скарыны, Тэрмінал. каміс. — Мн. : МА «Белфранс», 1997. — 250 с. — 1300 экз. — ISBN 985-6425-02-6
- Суднік С. В. Стэнаграфія : навучальны дапаможнік для навучэнцаў каледжа. — Ліда : Выдавецкі дом ТБМ, 2009. — 223 с. — 250 экз. — УДК 003.27:811.161.3(075.32)
- Суднік С. В. 600-годдзе Ваверскай парафіі Перамянення Божага // Лідскі летапісец. ― 2013. ― № 2. ― С. 7―8.

переводчик
- Баёр А. А. Баляслаў Колышка ― двойчы павешаны / пераклад С.Судніка // Лідскі летапісец. ― 2013. ― № 3. ― С. 69―74.
- Драмовіч В. Ліда ў гады гітлераўскай акупацыі, 1941―43 гг. / пераклад С.Судніка // Лідскі летапісец. ― 2013. ― № 3. ― С. 104―115.
- Narkowicz L. Ксёндз Раймунд Зямацкі / пераклад С.Судніка // Лідскі летапісец. ― 2013. ― № 3. ― С. 66―68.
- Шукевіч В. А. Пра беларускую асвету / пераклад С.Судніка // Лідскі летапісец. ― 2012. ― № 4. ― С. 6―7.
- Шымялевіч М. І. Борці і Барцянская вобласць / пераклад С.Судніка // Лідскі летапісец. ― 2015. ― № 1. ― С. 32―38.

составитель
- Беліцкі павет / матэрыял скампанаваў С.Суднік // Лідскі летапісец. ― 2011. ― № 3. ― С. 30―31.
- Валеры Антоні Урублеўскі ― генерал Парыжскай камуны 1871 г. : 170 гадоў з дня нараджэння, 15.12.1836―5.8.1908 / артыкул скампанаваны С.Суднікам // Лідскі летапісец. ― 2007. ― № 1. ― С. 30―39.
- Гэта і нашыя ўзнагароды / матэрыял скампанаваў С.Суднік // Лідскі летапісец. ― 2012. ― № 1. ― С. 45.
- Летапіс дзейнасці Грамадскага аб’яднання «Таварыства беларускай мовы імя Францішка Скарыны», 1989—2004 / уклад.: І.Марачкіна, С.Суднік. — Менск [Мінск], 2005. — 95+1+XVI с. — УДК 811.161.3’272:061.2(476)
- Летапіс дзейнасці Грамадскага аб’яднання «Таварыства беларускай мовы імя Францішка Скарыны», 1989―2009 / [уклад.: С. М. Багданкевіч, Т.І.Вабішчэвіч, Ю.Карчагіна, І.Марачкіна, С. В. Суднік, А. А. Трусаў, Дз. М.Тушынскі]. — Ліда : ТБМ, 2009. — 163 с. — 299 экз. — УДК 811.161.3’272:061.2(476)
- Лідскі павет ― Лідскі раён : Лідскаму раёну ― 75 гадоў / матэрыял скампанаваў С.Суднік // Лідскі летапісец. ― 2015. ― № 1. ― С. 14―21.
- Лідскім цеплавым сеткам ― 60 гадоў / падрыхтаваў да друку С.Суднік // Лідскі летапісец. ― 2014. ― № 4. ― С. 17―27.
- Лідскія юбіляры 2015 года. Францішак Багушэвіч у паўстанні 1863 года: легенды, згадкі, факты : 175 гадоў з дня нараджэння / скампанаваў матэрыялы С.Суднік // Лідскі летапісец. ― 2015. ― № 1. ― С. 28―31.
- Памяць пра род Іваноўскіх у Старых Васілішках : да 130-годдзя з дня нараджэння Вацлава Іваноўскага // Лідскі летапісец. ― 2010. ― № 2. ― С. 11―12. ― (Паводле кнігі Юрыя Туронка «Вацлаў Іваноўскі і адраджэнне Беларусі» ды матэрыялаў, сабраных В.Сліўкіным і С.Суднікам).
- Тадэвуш Даленга-Мастовіч : 70 гадоў з дня смерці / скампанаваў С.Суднік // Лідскі летапісец. ― 2009. ― № 3/4. ― С. 38―41.
- Шануйце роднае слова! : анталогія твораў лідскіх літаратараў пра беларускую мову / [уклад.: М.Мельнік; уступнае слова С.Судніка]. — Ліда : [б. в.], 2008. — 94 с. — 299 экз. — УДК 821.161.3-1

редактор
- Данута Бічэль: 75 гадоў з дня нараджэння / рэд. С.Судніка // Лідскі летапісец. ― 2012. ― № 4. ― С. 8―18.
- Дзіцэвіч Л. М. Беларуска-ірландскі дзённік = Belarusian irish diary: [нататкі, партрэты, абразкі] / [рэд.: С.Суднік]. — Менск [Мінск : б. в.], 2006. — 107 с. — 250 экз. — УДК 364.4-053.2:061.2(476)(093.3)+364.4-053.2:061.2(418.15)(093.3)
- Лаўрэш Л. Л. Міністр Беларускай Народнай Рэспублікі генерал ад інфантэрыі Кіпрыян Кандратовіч : [біяграфічны нарыс] / [рэд. С.Суднік]. — Ліда, 2007. — 43 c. — (Дзеячы Беларускай Народнай Рэспублікі). — 250 экз. — УДК 929Кандратовіч+323(476)(091)"19"+94(476)"19"

## Награды
- медаль «За боевые заслуги» (за первые 100 пусков ракет)
- орден «За службу Родине»[1][2][4]
- медаль Бронислава Тарашкевича «За защиту родного языка» и диплом Комитета Чествования (25.3.2002)
- внесение в Книгу почёта «Труженики твои, Беларусь»[2].